# Levitação

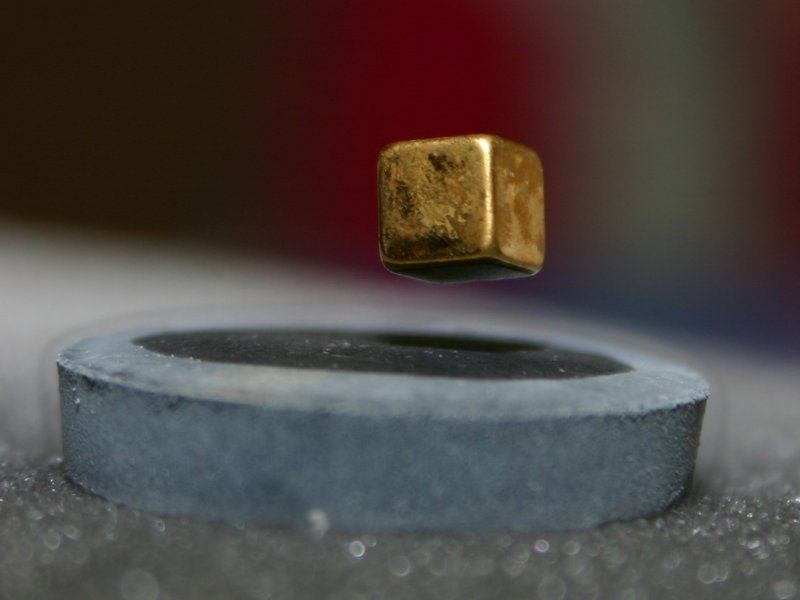
Um ímã cúbico levitando sobre um objeto supercondutor.

A levitação (do termo latino levis, "leveza") é o processo com o qual se consegue suspender um objeto numa posição estável, contrariando, assim, as forças de gravidade, mediante o uso de forças exercidas sem contacto com o objeto.
Embora concebida muitas vezes como resultado de um processo paranormal (como no ioga e na parapsicologia), há meios de se conseguir levitação provados por meio do método científico, por exemplo: através de jatos de gás (invisível) que impulsionam o objeto no sentido ascendente (como acontece no jogo air hockey), ou no sentido descendente (como acontece com os helicópteros, aviões VTOL e hovercrafts); ou mesmo através de forças magnéticas.
A levitação é realizada fornecendo uma força ascendente que contraria a atração de  gravidade (em relação à gravidade na terra), além de uma força de estabilização menor que empurra o objeto para uma posição inicial sempre que é um pequena distância daquela posição inicial. A força pode ser uma força fundamental, como magnética ou eletrostática, ou pode ser uma força reativa como a ótica, flutuante, aerodinâmica ou hidrodinâmica. [carece de fontes?]
A levitação exclui a flutuação na superfície de um líquido porque o líquido fornece suporte mecânico direto. A levitação exclui o voo pairando por insetos, beija-flores, helicópteros, foguetes e balões porque o objeto fornece sua própria força de contragravidade. [carece de fontes?]

## Física
Levitação (na [Terra] ou qualquer planetoide) requer uma força ascendente que anula o [peso] do objeto, de modo que o objeto não caia (acelere para baixo) ou se eleve (acelere para cima). Para a estabilidade do posicionamento, qualquer pequeno deslocamento do objeto de levitação deve resultar em uma pequena mudança de força na direção oposta. {carece de fontes|data=dezembro de 2014} as pequenas mudanças na força podem ser realizadas por campo(s) de gradiente ou por regulação ativa. Se o objeto for perturbado, ele pode oscilar em torno de sua posição final, mas seu movimento eventualmente diminui para zero devido aos efeitos de amortecimento. (Em um fluxo turbulento, o objeto pode oscilar indefinidamente.) [carece de fontes?]
As técnicas de levitação são ferramentas úteis na pesquisa física. Por exemplo, os métodos de levitação são úteis para estudos de propriedade de fusão de alta temperatura porque eliminam o problema da reação com recipientes e permitem o profundo enfraquecimento das derretimentos. As condições sem recipiente podem ser obtidas por oposição à gravidade com uma força de levitação ao invés de permitir que um experimento inteiro caia livremente.

## Levitação magnética

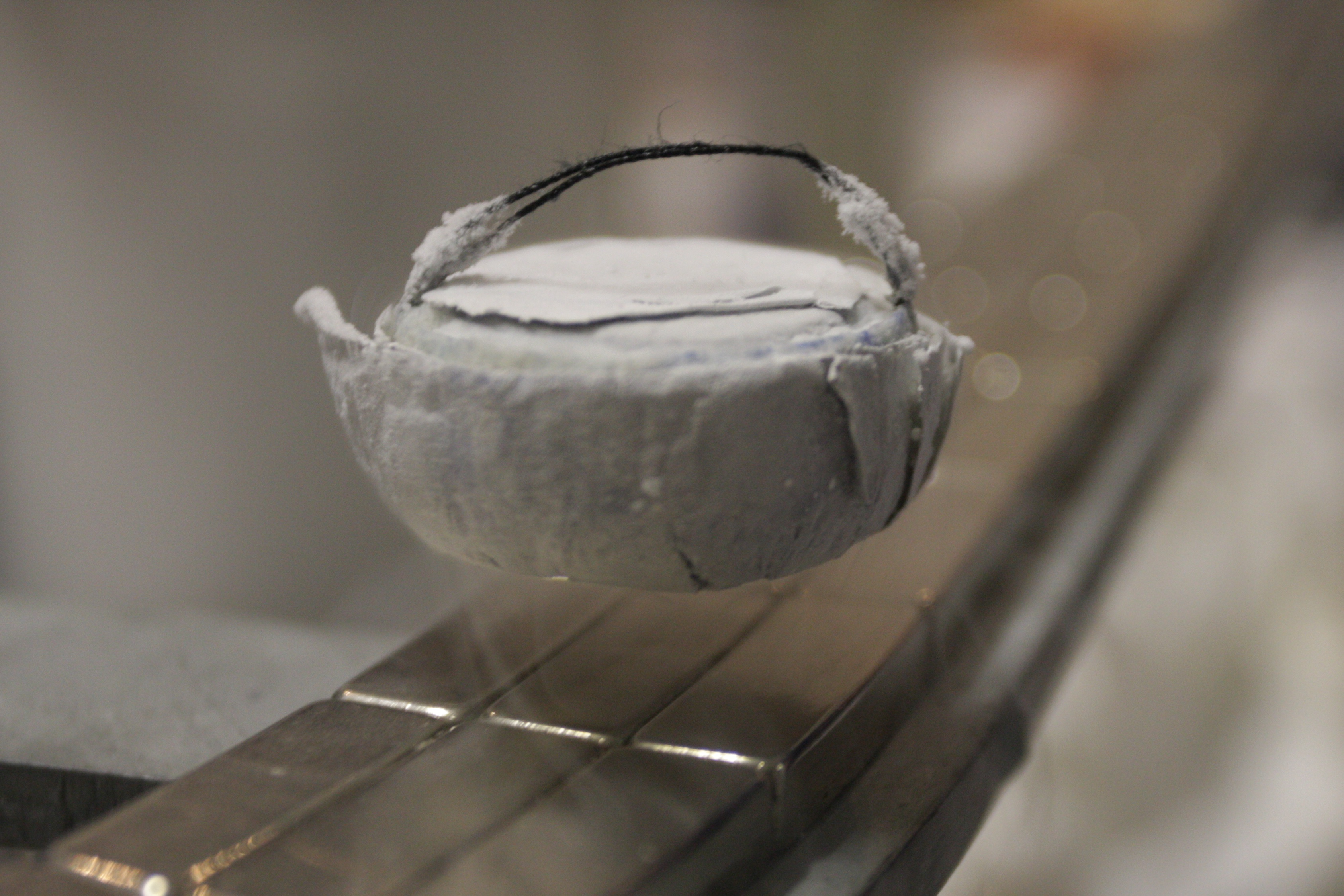
Supercondutor de alta temperatura levitando acima de ímã.

A levitação magnética é a forma de levitação mais comumente vista e utilizada.
Os materiais diamagnéticos são comumente usados para fins de demonstração. Neste caso, a força de retorno aparece da interação com a corrente de seleção(ções). Por exemplo, uma amostra  supercondutora, que pode ser considerada como um diamagnética perfeita ou um  supercondutor rígido ideal, levita facilmente em um campo magnético externo. O supercondutor é primeiro aquecido fortemente, depois arrefecido com nitrogênio líquido para levitar em cima de um diamagnético. Em um campo magnético muito forte por meio de levitação diamagnética, até pequenos animais vivos foram levitados.
É possível levitar a grafite pirolítica colocando quadrados finos acima de quatro ímãs cubos com os pólos norte formando uma diagonal e pólos sul formando a outra diagonal.

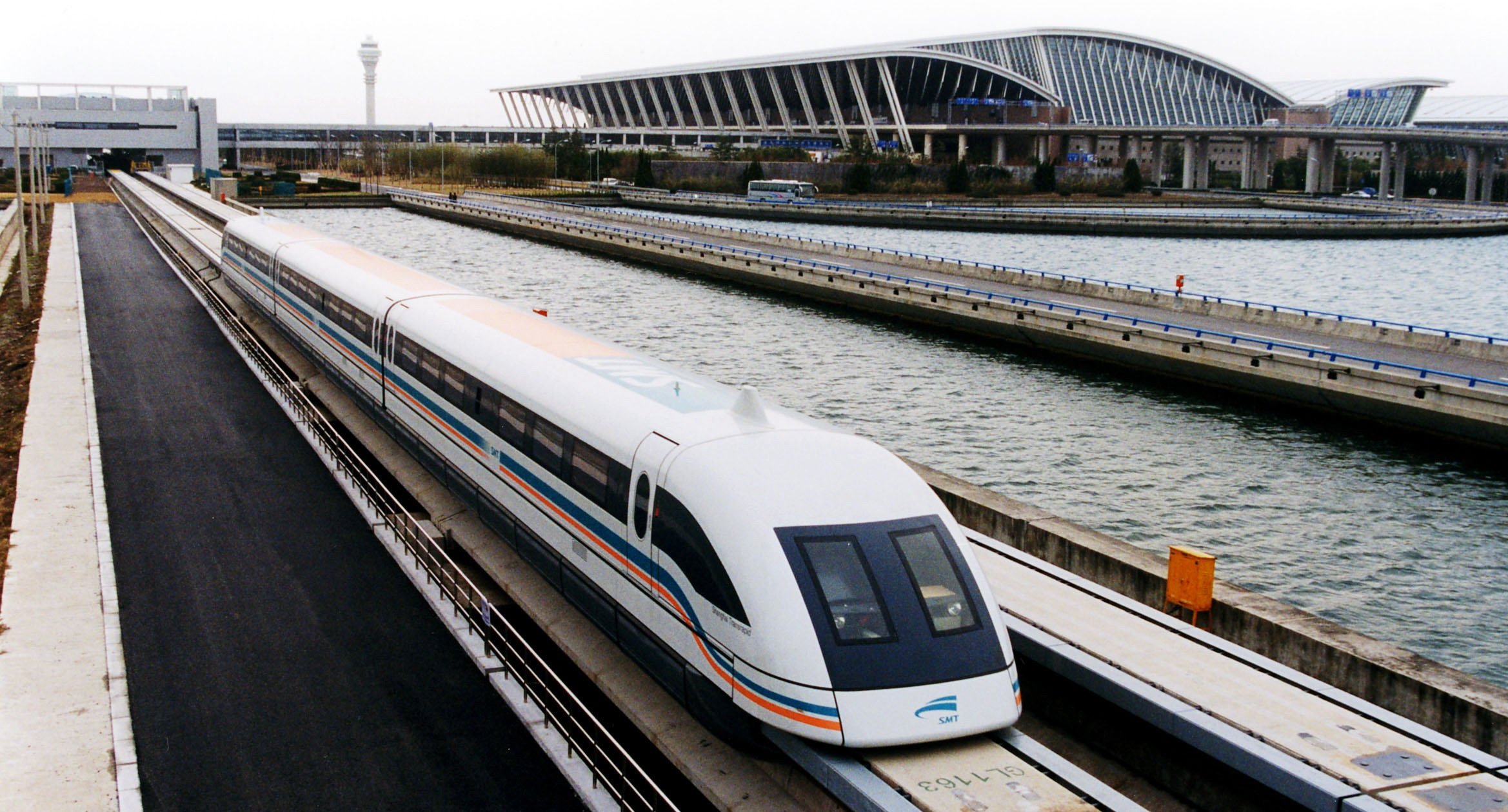
Um trem magneticamente levitado (maglev) saindo do Aeroporto Internacional de Xangai Pudong na primeira linha comercial de alta velocidade do mundo.

A levitação magnética está em desenvolvimento para uso em sistemas de transporte. Por exemplo, o Maglev inclui trens que são levitados por um grande número de ímãs. Devido à falta de fricção nos trilhos de guia, eles são mais rápidos, mais silenciosos e mais suaves que os sistemas de trânsito em rodas. A suspensão eletrodinâmica usa campos magnéticos.

## Levitação eletrostática
Na levitação eletrostática, um campo elétrico é usado para neutralizar a força gravitacional.

## Levitação aerodinâmica
Na levitação aerodinâmica, a levitação é conseguida flutuando o objeto em uma corrente de gás, produzida pelo objeto ou agindo sobre o objeto. Por exemplo, uma bola de tênis de mesa pode ser levitada com a corrente de ar de um aspirador ajustado em "sopro". Com o impulso suficiente, objetos muito grandes podem ser levitados usando este método.

### Levitação de filme de gás
Esta técnica permite a levitação de um objeto contra a força gravitacional flutuando em um filme fino gás formado pelo fluxo de gás através de uma membrana porosa. Usando esta técnica, as fusões de alta temperatura podem ser mantidas limpas de contaminação e devem ser super-resfriadas. Um exemplo comum em uso geral inclui o air hockey, onde o "puck" é levantado por uma fina camada de ar. Hovercrafts também usam essa técnica, produzindo uma grande região de ar de alta pressão debaixo delas.

## Levitação acústica
A levitação acústica usa ondas sonoras para proporcionar uma força de levitação.

## Levitação óptica
A levitação óptica é uma técnica na qual um material é levitado contra a força descendente da gravidade por uma força ascendente proveniente da transferência de momento linear de fóton (pressão de radiação).

## Levitação flutuante
Os gases em alta pressão podem ter uma densidade superior à de alguns sólidos. Assim, eles podem ser usados para levitar objetos sólidos através de flutuabilidade.
Gases nobres são preferidos pela sua não reatividade. O xenon é o gás nobre não radioativo mais denso, com 5,889 gramas por litro. Xenon foi usado para levitar polietileno, a uma pressão de 154 atmosferas.

## Força Casimir
Os cientistas descobriram uma maneira de levitar objetos ultrapequenos manipulando a assim chamada força Casimir, que normalmente faz com que os objetos se juntem devido às forças previstas pela teoria do campo quântico. Isto é, no entanto, somente possível para micro-objetos.

## Usos

### Trem Maglev
A levitação magnética é utilizada para suspender trens sem tocar a pista. Isso permite velocidades muito altas e reduz consideravelmente os requisitos de manutenção para trilhos e veículos, como ocorre pouco desgaste. Isso também significa que não há fricção, então a única força que atua contra ela é a resistência do ar.

### Levitação de animais

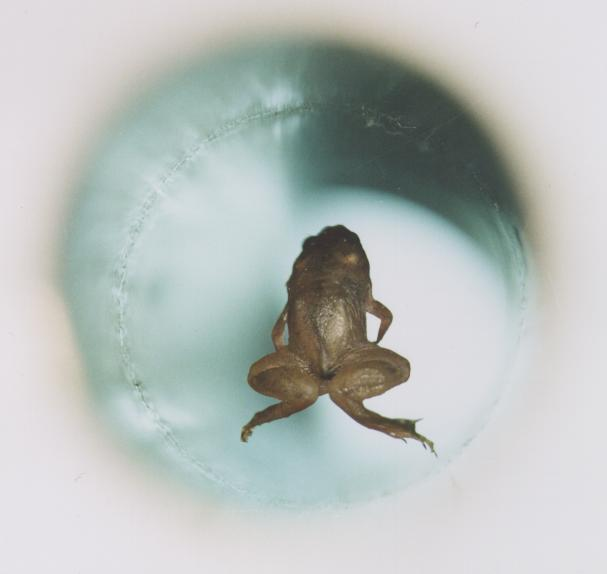
Diamagnética: levitação de um sapo vivo.

Os cientistas levitaram sapos, gafanhotos e camundongos por meio de eletroímãs poderosos que utilizam supercondutores, produzindo repulsão diamagnética da água corporal. Os ratos agiram primeiro, mas se adaptaram à levitação após aproximadamente quatro horas, sem sofrer efeitos imediatos.